# Israel Football League 2012-2013
La Israel Football League 2012-2013 è stata la 6ª edizione del campionato di football americano di primo livello, organizzato da AFI.

## Squadre partecipanti
| Club                    | Città            | Stadio | Sponsor ufficiale | Risultato nella stagione 2012 |
| ----------------------- | ---------------- | ------ | ----------------- | ----------------------------- |
| Beersheva Black Swarm   | Be'er Sheva      |        |                   |                               |
| Haifa Underdogs         | Haifa            |        | Nemo’s            |                               |
| Jerusalem Kings         | Gerusalemme      |        |                   |                               |
| Jerusalem Lions         | Gerusalemme      |        | Big Blue          |                               |
| Judean Rebels           | Gerusalemme      |        |                   |                               |
| Nahariya Northern Stars | Nahariya         |        |                   |                               |
| Petah Tikva Troopers    | Petah Tiqwa      |        | Mike’s Place      |                               |
| Ramat HaSharon Hammers  | Ramat HaSharon   |        |                   |                               |
| Rehovot Silverbacks     | Rehovot          |        | Pointer           |                               |
| Tel Aviv Pioneers       | Tel Aviv         |        |                   |                               |
| Tel Aviv-Jaffa Sabres   | Tel Aviv - Jaffa |        |                   |                               |

## Stagione regolare

### Calendario

#### 1ª giornata
| 3 novembre 2012 | Haifa Underdogs | 64 – 15 (22-6 8-3 20-0 14-6) | Beersheva Black Swarm | (76 spett.) |

#### 2ª giornata
| 8 novembre 2012 | Jerusalem Kings | 8 – 12 (0-0 8-0 0-6 0-6) | Ramat HaSharon Hammers | (197 spett.) |

| 8 novembre 2012 | Judean Rebels | 62 – 0 (26-0 21-0 9-0 6-0) | Rehovot Silverbacks | (214 spett.) |

| 9 novembre 2012 | Tel Aviv Pioneers | 40 – 18 (14-6 6-6 0-6 20-0) | Jerusalem Lions | (73 spett.) |

| 10 novembre 2012 | Tel Aviv-Jaffa Sabres | 42 – 0 (20-0 14-0 8-0 0-0) | Haifa Underdogs | (86 spett.) |

#### 3ª giornata
| 16 novembre 2012 | Rehovot Silverbacks | 16 – 21 (0-7 14-6 2-0 0-8) | Nahariya Northern Stars | (52 spett.) |

#### 4ª giornata
| 22 novembre 2012 | Jerusalem Lions | 40 – 24 (14-0 12-10 8-14 6-0) | Haifa Underdogs | (193 spett.) |

| 22 novembre 2012 | Judean Rebels | 20 – 36 (0-18 14-0 0-12 6-6) | Tel Aviv-Jaffa Sabres | (211 spett.) |

| 23 novembre 2012 | Petah Tikva Troopers | 20 – 46 (0-12 6-12 0-16 14-6) | Jerusalem Kings | (38 spett.) |

#### 5ª giornata
| 28 novembre 2012 | Ramat HaSharon Hammers | 74 – 0 (24-0 14-0 16-0 20-0) | Rehovot Silverbacks | (106 spett.) |

| 29 novembre 2012 | Judean Rebels | 46 – 50 (14-13 6-13 12-8 14-16) | Beersheva Black Swarm | (231 spett.) |

| 30 novembre 2012 | Nahariya Northern Stars | 0 – 66 (0-30 0-14 0-8 0-14) | Tel Aviv-Jaffa Sabres | (47 spett.) |

#### 6ª giornata
| 6 dicembre 2012 | Jerusalem Lions | 80 – 44 (24-8 24-22 20-0 12-14) | Beersheva Black Swarm | (221 spett.) |

| 7 dicembre 2012 | Judean Rebels | 84 – 0 (18-0 24-0 28-0 14-0) | Tel Aviv-Jaffa Sabres | (77 spett.) |

| 8 dicembre 2012 | Rehovot Silverbacks | 6 – 49 (0-16 0-20 0-0 6-13) | Haifa Underdogs | (58 spett.) |

#### 7ª giornata
| 12 dicembre 2012 | Ramat HaSharon Hammers | 68 – 14 (6-8 30-0 24-0 8-6) | Beersheva Black Swarm | (76 spett.) |

| 13 dicembre 2012 | Jerusalem Kings | 42 – 40 (0-0 6-16 14-12 22-12) | Judean Rebels | (286 spett.) |

| 14 dicembre 2012 | Tel Aviv Pioneers | 66 – 0 (22-0 22-0 8-0 14-0) | Nahariya Northern Stars | (53 spett.) |

| 15 dicembre 2012 | Petah Tikva Troopers | 0 – 84 (0-14 0-36 0-16 0-18) | Tel Aviv-Jaffa Sabres | (62 spett.) |

#### 8ª giornata
| 20 dicembre 2012 | Jerusalem Kings | 34 – 38 (14-8 6-6 0-16 14-8) | Haifa Underdogs | (104 spett.) |

| 21 dicembre 2012 | Nahariya Northern Stars | 14 – 48 (0-8 0-24 6-16 8-0) | Jerusalem Lions | (47 spett.) |

| 22 dicembre 2012 | Beersheva Black Swarm | 8 – 92 (6-30 0-36 0-20 2-6) | Tel Aviv-Jaffa Sabres | (82 spett.) |

#### 9ª giornata
| 27 dicembre 2012 | Petah Tikva Troopers | 14 – 62 (8-14 0-20 6-14 0-14) | Judean Rebels | (171 spett.) |

| 28 dicembre 2012 | Tel Aviv Pioneers | 88 – 0 (22-0 32-0 16-0 18-0) | Rehovot Silverbacks | (48 spett.) |

| 29 dicembre 2012 | Haifa Underdogs | 12 – 40 (0-10 0-8 6-0 6-22) | Ramat HaSharon Hammers | (97 spett.) |

#### 10ª giornata
| 2 gennaio 2013 | Judean Rebels | 64 – 6 (30-0 19-6 3-0 12-0) | Nahariya Northern Stars | (157 spett.) |

| 3 gennaio 2013 | Jerusalem Kings | 18 – 76 (0-14 6-26 12-22 0-14) | Tel Aviv-Jaffa Sabres | (171 spett.) |

| 4 gennaio 2013 | Rehovot Silverbacks | 0 – 84 (0-16 0-28 0-24 0-16) | Jerusalem Lions | (241 spett.) |

| 5 gennaio 2013 | Petah Tikva Troopers | 14 – 42 (6-7 0-6 0-15 8-14) | Beersheva Black Swarm | (116 spett.) |

#### 11ª giornata
| 11 gennaio 2013 | Haifa Underdogs | 28 – 36 (14-6 8-14 6-0 0-16) | Judean Rebels | (73 spett.) |

| 12 gennaio 2013 | Tel Aviv-Jaffa Sabres | 38 – 6 (0-0 14-6 12-0 12-0) | Tel Aviv Pioneers | (193 spett.) |

#### 12ª giornata
| 17 gennaio 2013 | Jerusalem Lions | 18 – 24 (0-8 6-0 6-6 6-10) | Ramat HaSharon Hammers | (193 spett.) |

| 18 gennaio 2013 | Rehovot Silverbacks | 6 – 46 (0-8 6-16 0-0 0-22) | Petah Tikva Troopers | (323 spett.) |

| 19 gennaio 2013 | Haifa Underdogs | 18 – 28 (6-8 0-14 6-0 6-6) | Tel Aviv Pioneers | (72 spett.) |

#### 13ª giornata
| 22 gennaio 2013 | Nahariya Northern Stars | 8 – 66 (0-12 8-16 0-16 0-22) | Jerusalem Kings | (107 spett.) |

| 24 gennaio 2013 | Ramat HaSharon Hammers | 18 – 0 (0-0 0-0 10-0 8-0) | Judean Rebels | (248 spett.) |

| 25 gennaio 2013 | Tel Aviv Pioneers | 68 – 6 (14-6 28-0 18-0 8-0) | Petah Tikva Troopers | (44 spett.) |

| 26 gennaio 2013 | Beersheva Black Swarm | 56 – 18 (20-6 7-6 8-6 21-0) | Rehovot Silverbacks | (116 spett.) |

#### 14ª giornata
| 31 gennaio 2013 | Jerusalem Kings | 20 – 40 (0-0 0-18 12-8 8-14) | Jerusalem Lions | (177 spett.) |

| 2 febbraio 2013 | Petah Tikva Troopers | 38 – 28 (6-0 14-6 6-6 12-16) | Nahariya Northern Stars | (57 spett.) |

#### 15ª giornata
| 6 febbraio 2013 | Tel Aviv-Jaffa Sabres | 100 – 0 (20-0 38-0 28-0 14-0) | Rehovot Silverbacks | (84 spett.) |

| 7 febbraio 2013 | Jerusalem Kings | 58 – 62 (16-8 12-30 22-16 8-8) | Tel Aviv Pioneers | (112 spett.) |

| 7 febbraio 2013 | Judean Rebels | 28 – 22 (12-0 8-0 0-6 8-16) | Jerusalem Lions | (211 spett.) |

| 8 febbraio 2013 | Nahariya Northern Stars | 2 – 60 (0-26 0-14 0-14 2-6) | Ramat HaSharon Hammers | (73 spett.) |

| 9 febbraio 2013 | Haifa Underdogs | 36 – 24 (14-0 14-0 0-8 8-16) | Petah Tikva Troopers | (94 spett.) |

#### 16ª giornata
| 14 febbraio 2013 | Beersheva Black Swarm | 49 – 56 (7-8 14-28 14-20 14-0) | Tel Aviv Pioneers | (66 spett.) |

| 15 febbraio 2013 | Rehovot Silverbacks | 8 – 54 (8-14 0-24 0-0 0-16) | Jerusalem Kings | (187 spett.) |

| 16 febbraio 2013 | Tel Aviv-Jaffa Sabres | 56 – 12 (14-6 14-0 8-0 20-6) | Ramat HaSharon Hammers | (119 spett.) |

#### 17ª giornata
| 20 febbraio 2013 | Jerusalem Lions | 62 – 38 (16-8 22-14 8-0 16-16) | Petah Tikva Troopers | (164 spett.) |

| 22 febbraio 2013 | Tel Aviv Pioneers | 54 – 6 (8-0 22-0 16-0 8-8) | Judean Rebels | (83 spett.) |

| 23 febbraio 2013 | Beersheva Black Swarm | 59 – 6 (15-0 16-0 7-6 31-0) | Nahariya Northern Stars | (68 spett.) |

#### 18ª giornata
| 27 febbraio 2013 | Ramat HaSharon Hammers | 24 – 48 (8-24 0-8 0-8 16-8) | Tel Aviv Pioneers | (158 spett.) |

| 28 febbraio 2013 | Beersheva Black Swarm | 49 – 68 (6-6 14-22 15-32 14-8) | Jerusalem Kings | (77 spett.) |

| 1º marzo 2013 | Nahariya Northern Stars | 12 – 66 (0-24 6-20 6-7 0-13) | Haifa Underdogs | (56 spett.) |

| 2 marzo 2013 | Jerusalem Lions | 12 – 72 (0-20 0-30 6-10 6-12) | Tel Aviv-Jaffa Sabres | (93 spett.) |

### Classifica
La classifica della regular season è la seguente:
- PCT = percentuale di vittorie, G = partite giocate, V = partite vinte, P = partite perse, PF = punti fatti, PS = punti subiti

| Pos. | Squadra                 | PCT   | G  | V  | N | P  | PF  | PS  |
| ---- | ----------------------- | ----- | -- | -- | - | -- | --- | --- |
| 1    | Tel Aviv-Jaffa Sabres   | 1.000 | 10 | 10 | 0 | 1  | 662 | 76  |
| 2    | Tel Aviv Pioneers       | .900  | 10 | 9  | 0 | 1  | 516 | 217 |
| 3    | Ramat HaSharon Hammers  | .800  | 10 | 8  | 0 | 2  | 416 | 158 |
| 4    | Jerusalem Lions         | .600  | 10 | 6  | 0 | 4  | 424 | 304 |
| 5    | Judean Rebels           | .500  | 10 | 5  | 0 | 5  | 364 | 270 |
| 6    | Jerusalem Kings         | .500  | 10 | 5  | 0 | 5  | 414 | 353 |
| 7    | Haifa Underdogs         | .500  | 10 | 5  | 0 | 5  | 335 | 277 |
| 8    | Beersheva Black Swarm   | .400  | 10 | 4  | 0 | 6  | 386 | 512 |
| 9    | Petah Tikva Troopers    | .200  | 10 | 2  | 0 | 8  | 200 | 518 |
| 10   | Nahariya Northern Stars | .100  | 10 | 1  | 0 | 9  | 97  | 549 |
| 11   | Rehovot Silverbacks     | .000  | 10 | 0  | 0 | 10 | 56  | 634 |

## Playoff

### Tabellone
|  | Wild Card | Wild Card              | Wild Card             |                       |               | Semifinali    | Semifinali        | Semifinali |  |  | VI Israel Bowl | VI Israel Bowl | VI Israel Bowl |  |
|  |           |                        |                       |                       |               |               |                   |            |  |  |                |                |                |  |
|  |           |                        |                       |                       |               | 2             | Tel Aviv Pioneers | 34         |  |  |                |                |                |  |
|  |           |                        |                       |                       |               | 2             | Tel Aviv Pioneers | 34         |  |  |                |                |                |  |
|  |           |                        |                       | Judean Rebels         | 38            |               |                   |            |  |  |                |                |                |  |
|  | 4         | Jerusalem Lions        | 42                    | Judean Rebels         | 38            |               |                   |            |  |  |                |                |                |  |
|  | 4         | Jerusalem Lions        | 42                    |                       |               |               |                   |            |  |  |                |                |                |  |
|  | 5         | Judean Rebels          | 50                    |                       |               |               |                   |            |  |  |                |                |                |  |
|  | 5         | Judean Rebels          | 50                    |                       | Judean Rebels | Judean Rebels | 26                |            |  |  |                |                |                |  |
|  |           |                        |                       |                       |               |               |                   |            |  |  |                |                |                |  |
|  |           |                        | Tel Aviv-Jaffa Sabres | Tel Aviv-Jaffa Sabres | 48            |               |                   |            |  |  |                |                |                |  |
|  |           |                        |                       | Tel Aviv-Jaffa Sabres | 48            |               |                   |            |  |  |                |                |                |  |
|  |           |                        |                       |                       |               |               |                   |            |  |  |                |                |                |  |
|  |           |                        |                       |                       |               |               |                   |            |  |  |                |                |                |  |
|  |           | 1                      | Tel Aviv-Jaffa Sabres | 60                    |               |               |                   |            |  |  |                |                |                |  |
|  |           |                        |                       | 60                    |               |               |                   |            |  |  |                |                |                |  |
|  |           |                        |                       | Jerusalem Kings       | 6             |               |                   |            |  |  |                |                |                |  |
|  | 3         | Ramat HaSharon Hammers | 36                    | Jerusalem Kings       | 6             |               |                   |            |  |  |                |                |                |  |
|  | 3         | Ramat HaSharon Hammers | 36                    |                       |               |               |                   |            |  |  |                |                |                |  |
|  | 6         | Jerusalem Kings        | 40                    |                       |               |               |                   |            |  |  |                |                |                |  |

### Wild card
| 7 marzo 2013 | Jerusalem Lions | 42 – 50 (16-14 14-14 12-8 0-14) | Judean Rebels | (326 spett.) |

| 8 marzo 2013 | Ramat HaSharon Hammers | 36 – 40 (8-6 6-12 16-8 6-14) | Jerusalem Kings | (72 spett.) |

### Semifinali
| 15 marzo 2013 | Tel Aviv Pioneers | 34 – 38 (8-8 12-6 6-16 8-8) | Judean Rebels | (162 spett.) |

| 16 marzo 2013 | Tel Aviv-Jaffa Sabres | 60 – 6 (16-0 24-0 14-0 6-6) | Jerusalem Kings | (148 spett.) |

### VI Israel Bowl
| 22 marzo 2013 | Tel Aviv-Jaffa Sabres | 48 – 26 (6-6 12-6 16-8 14-6) | Judean Rebels | (819 spett.) |

## Verdetti
- Tel Aviv-Jaffa Sabres Campioni di Israele 2012-2013 (3º titolo)